# Karel Jünger
Karel Jünger (* 24. září 1941) je bývalý československý fotbalista, útočník.

## Fotbalová kariéra
V československé lize hrál za Baník Ostrava. Nastoupil v 97 ligových utkáních a dal 12 gólů. Ve Poháru UEFA nastoupil ve 2 utkáních.

## Ligová bilance
| Ročník                                   | Zápasy | Góly | Klub          |
| ---------------------------------------- | ------ | ---- | ------------- |
| 1. československá fotbalová liga 1963/64 | -      | 1    | Baník Ostrava |
| 1. československá fotbalová liga 1964/65 | -      | 5    | Baník Ostrava |
| 1. československá fotbalová liga 1965/66 | -      | 3    | Baník Ostrava |
| 1. československá fotbalová liga 1967/68 | 23     | 1    | Baník Ostrava |
| 1. československá fotbalová liga 1968/69 | 23     | 2    | Baník Ostrava |
| 1. československá fotbalová liga 1969/70 | 13     | 0    | Baník Ostrava |
| CELKEM                                   | 97     | 12   |               |